# 水晶湖 (愛荷華州)
水晶湖（英語：Crystal Lake）是一個位於美國愛荷華州漢考克縣的城市。

## 地理
水晶湖的座標為43°13′25″N 93°47′31″W / 43.22361°N 93.79194°W，而該地的平均海拔高度為388米（即1273英尺）。

## 人口
根據2010年美國人口普查的數據，水晶湖的面積為0.67平方千米，當中陸地面積為0.67平方千米，而水域面積為0.00平方千米。當地共有人口250人，而人口密度為每平方千米373人。